# Wernrode
Wernrode is een  dorp in de Landkreis Nordhausen in de Duitse deelstaat Thüringen. Het dorp wordt al genoemd in een oorkonde uit 802. 
Wernrode maakte deel uit van de gemeente Wolkramshausen tot deze op 1 januari 2019 opging in de gemeente Bleicherode.

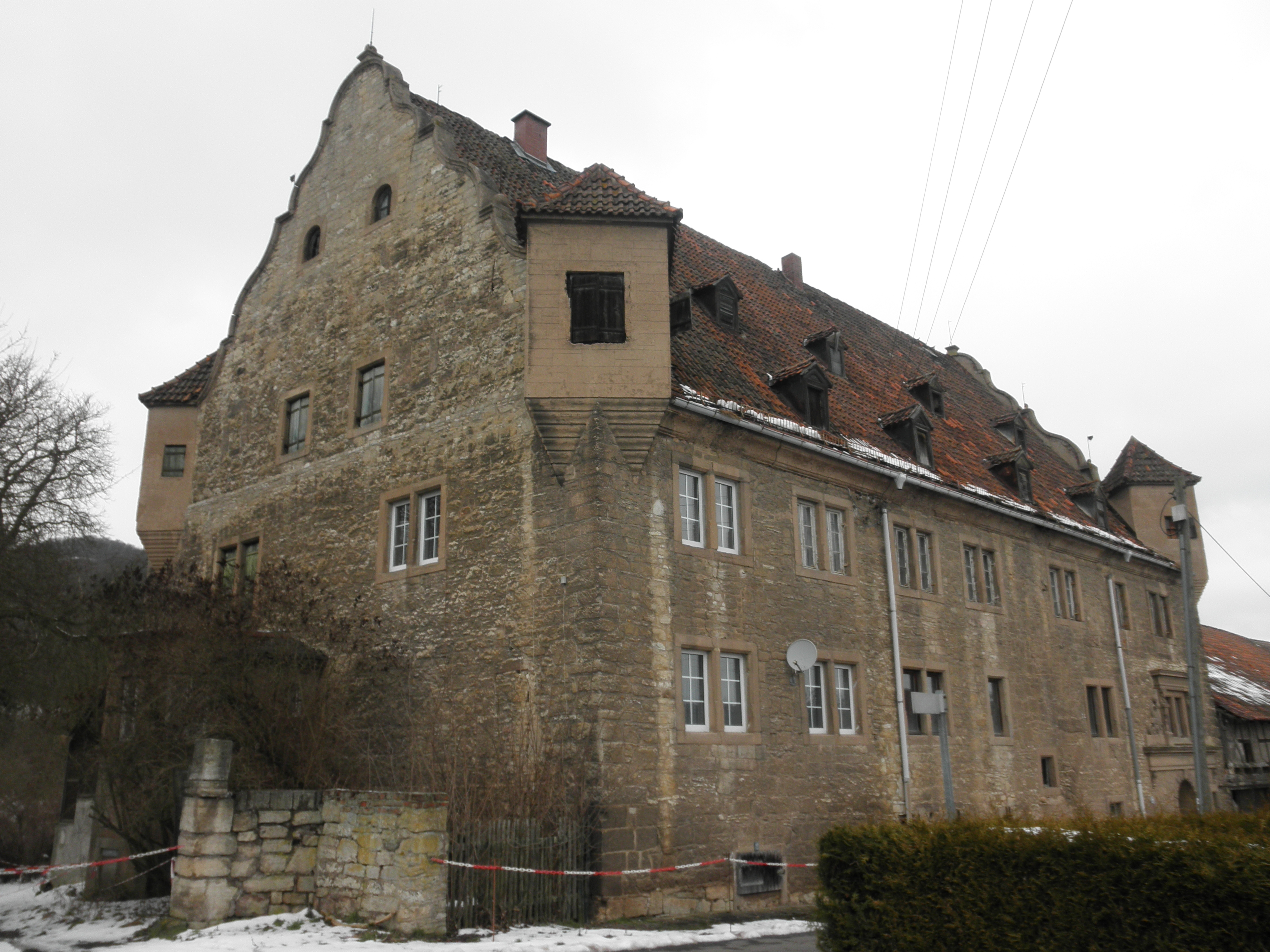
Slot Wernrode

Naast de kerk is met name een kasteel uit rond 1600 het vermelden waar. Waarschijnlijk stond op de locatie van het slot eerder een waterburcht. Het kasteel werd rond 1800 en begin 20e eeuw uitgebouwd. 
Bleicherode · Bliedungen · Elende · Etzelsrode · Friedrichsthal · Gratzungen · Hainrode · Helenenhof · Hünstein · Kinderode · Kleinbodungen · Königsthal · Kraja · Mitteldorf · Mörbach · Nohra · Oberdorf · Obergebra · Pustleben · Wernrode · Wipperdorf · Wollersleben · Wolkramshausen